# 유구 (후한)
유구(劉矩, ? ~ ?)는 후한 후기의 관료로, 자는 숙방(叔方)이며 패국 소현(蕭縣) 사람이다. 태위 유광의 조카이다.

## 생애
유구는 어려서 절조가 높았는데, 아버지 유숙료(劉叔遼)가 아직 벼슬에 나아가지 못하였기 때문에 자신이 아버지보다 먼저 지방관으로 임명되는 것을 거절하였다. 태위 주총과 태부 환언이 그 뜻을 가상하게 여겨 숙료를 의랑(議郞) 벼슬에 나아가게 하고 구는 효렴에 천거되었다.
이후 태상의 자리에 올랐다. 연희 4년(161년) 4월에는 황경의 후임으로 태위에 임명되었다가, 이듬해 11월 면직되었다. 그 후 태중대부가 되었고, 건녕 원년(168년) 5월 다시 태위가 되었다. 같은 해 11월 일식으로 인해 면직되었고, 퇴직을 청하여 자택에서 사망하였다.